# Marlen Haushofer
Marlen Haushofer (născută ca Marie Helene Frauendorfer, n. 11 aprilie 1920, Molln⁠(d), Austria Superioară, Austria – d. 21 martie 1970, Viena, Austria) a fost o scriitoare austriacă. Este cel mai faimoasă pentru romanul său din 1963 Die Wand (cu sensul de Zidul).

## Biografie
Marie Helene Frauendorfer s-a născut în Frauenstein, în Austria Superioară. A urmat școala catolică din Linz și a studiat literatura germană la Viena și la Graz. După terminarea studiilor, ea s-a stabilit în orașul austriac Steyr. 
În 1941, s-a căsătorit cu Manfred Haushofer, care era medic dentist. Au avut doi fii, Christian și Manfred. Au divorțat în 1950, doar pentru a se căsători din nou unul cu celălalt în 1958. 
În 1952, i-a fost publicată nuvela Das fünfte Jahr. Ea a câștigat premii literare încă din anul 1953. Haushofer a publicat primul său roman, Eine Handvoll Leben în 1955. În 1956, ea a câștigat Premiul Theodor-Körner pentru contribuțiile și proiectele sale timpurii care au implicat arta și cultura. În 1958, i-a fost publicată nuvela Wir töten Stella. 
Romanul Die Wand, considerat cea mai bună scrierea a sa, a fost finalizat în 1963. Romanul a fost rescris de patru ori între 1960 și 1963, dar a trebuit să aștepte până în 1968, cu doi ani înainte de moartea scriitoarei Haushofer, ca să fie tipărit. Într-o scrisoare adresată unui prieten în 1961, Marlen descrie dificultatea compoziției sale: 
 Scriu la romanul meu și totul este foarte greoi, pentru că nu am prea mult timp și mai ales pentru că nu pot intra în pielea personajului. Trebuie să mă întreb în mod continuu dacă ceea ce spun despre animale și plante este corect. Nu poți fi niciodată foarte precisă. Aș fi foarte fericită, într-adevăr, dacă aș reuși să scriu romanul măcar pe jumătate din cum mi-l imaginez în mintea mea. 
Haushofer a comentat un an mai târziu într-o scrisoare către același prieten: 
 Sunt extrem de harnică. Romanul meu este gata în prima sa variantă. Am rescris deja o sută de pagini. În total, vor exista 360 de pagini. Scrisul mă obosește foarte mult și sufăr din cauza durerilor de cap. Dar sper că voi termina până la începutul lunii mai (trebuie să las cel puțin patru săptămâni pentru dactilografiere)...  Și mai este de lucru și prin gospodărie. Totul este foarte dificil pentru mine deoarece pot să mă concentrez doar asupra unui singur lucru și asta mă obligă să fiu versatilă, ceea ce mă face extrem de nervoasă. 
Contribuția sa generală la literatura austriacă, precum și ultima sa colecție de povestiri scurte, Schreckliche Treue. Erzählungen, i-au adus Marele Premiu al Austriei pentru Literatură în 1968. Ultimul ei roman, Die Mansarde, a fost publicat în 1969, la fel ca și autobiografia ei despre copilărie, Schlimm sein ist auch kein Vergnügen.

## Moarte și moștenire

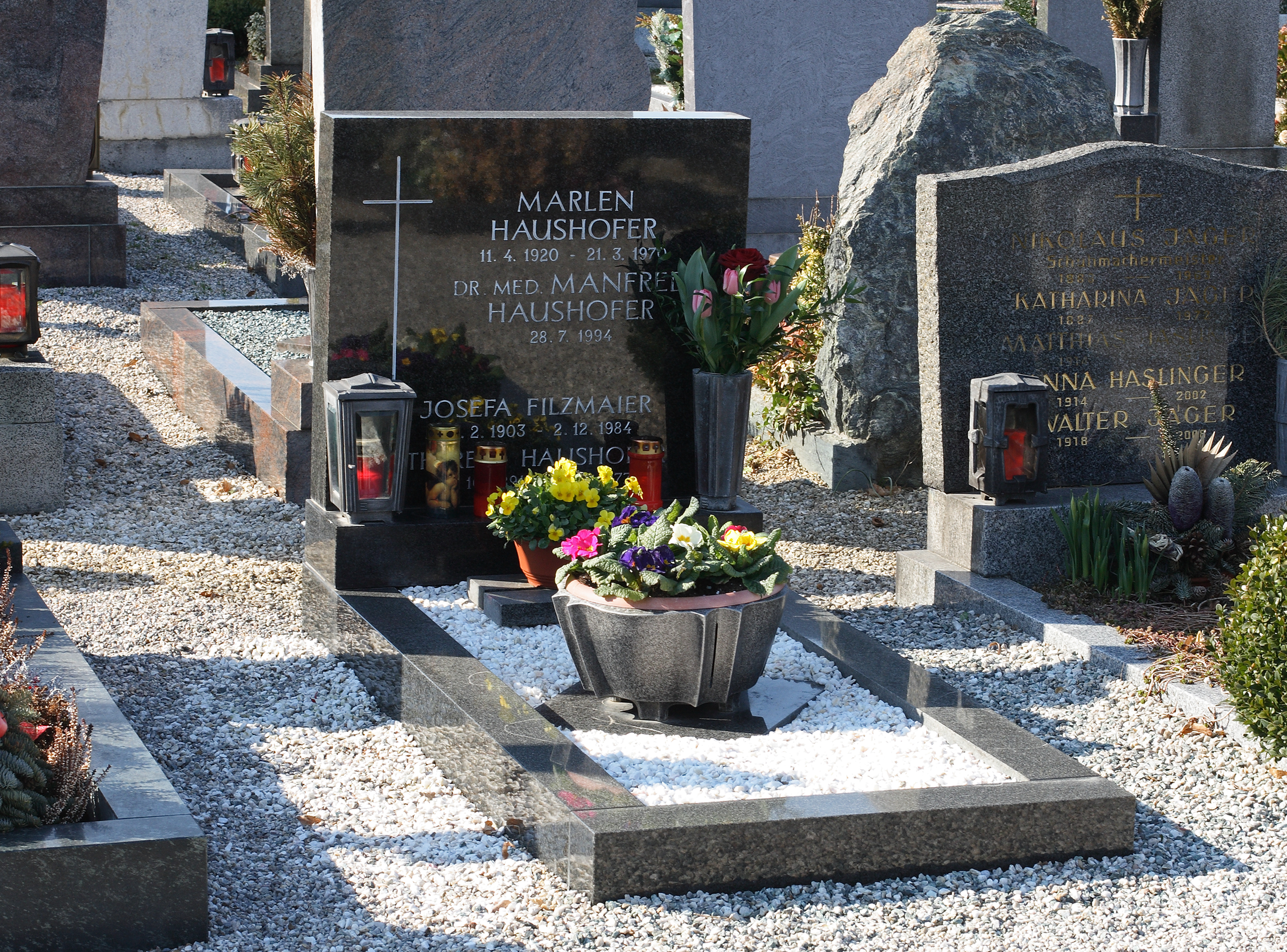
Mormântul lui Haushofer în cimitirul orașului Steyr

În 1970, a murit de cancer la oase într-o clinică din Viena. Scrisul ei a influențat autori precum câștigătoarea premiului Nobel, Elfriede Jelinek, care i-a dedicat una dintre piesele ei de teatru. Marie Helene Frauendorfer  a fost incinerată la Feuerhalle Simmering, după care cenușa ei a fost îngropată în cimitirul orașului Steyr. 

## Lucrări scrise
- Das fünfte Jahr. (Cu sensul de În al cincilea an). Nuvelă. Editura Jungbrunnen, Viena 1952
- Eine Handvoll Leben. (Cu sensul de O mână de vieți). Roman. Editura Zsolnay, Viena 1955, ISBN 3-423-13275-2
- Die Vergißmeinnichtquelle. Erzählungen. Editura Bergland, Viena 1956
- Die Tapetentür. Roman. Editura Zsolnay, Viena 1957
- Wir töten Stella. Editura Erzählung. Viena 1958
- Die Wand. Roman. Editura Mohn, Gütersloh und Viena 1963
- Bartls Abenteuer. Editura Forum, Viena 1964
- Brav sein ist schwer. carte pentru copii. Editura Jugend und Volk - Tineret și Oameni, Viena 1965
- Himmel, der nirgendwo endet. Roman. Editura Mohn, Gütersloh 1966
- Müssen Tiere draußen bleiben? carte pentru tineret. Editura Jugend und Volk, Viena 1967
- Schreckliche Treue. Erzählungen. Claassen, Düsseldorf 1968
- Wohin mit dem Dackel? Jugendbuch. Zsolnay, Viena 1968
- Die Mansarde. Roman. Claassen, Düsseldorf 1969
- Schlimm sein ist auch kein Vergnügen. carte pentru copii. Editura Jugend und Volk, Viena 1970
- Begegnung mit dem Fremden. Gesammelte Erzählungen I. Editura Claassen, Düsseldorf 1985
- Die Frau mit den interessanten Träumen. Erzählungen. Editura Deutscher Taschenbuch, München 1990
- Marlen Haushofer: Die Überlebenden. Unveröffentlichte Texte aus dem Nachlaß. Aufsätze zum Werk.; Texte nepublicate, ed. Christine Schmidjell, Linz (Landesverlag) 1991
- Brav sein ist schwer. carte audio. edition-o, Viena 2011, ISBN 978-3-99022-022-1

### Teatru radiofonic
- Das Kreuzworträtsel. (Cu sensul de Cuvântul încrucișat). La radio Rot-Weiß-Rot, premiera la 12 martie 1953
- Die Überlebenden. (Cu sensul de Supraviețuitorii). Radio Bremen, 20 iunie 1958
- Ein Mitternachtsspiel. (Cu sensul de Un joc la miezul nopții). WDR, 27 decembrie 1984
- Der Wassermann. (Cu sensul de Vărsător). WDR/ ORF, 16 mai 1999

## Ecranizări
Filmul Die Wand (Zidul, 2012) este o coproducție austriaco-germană. A fost regizat de Julian Pölsler. Actrița Martina Gedeck interpretează rolul femeii izolate de un zid invizibil în munți. Este bazat pe romanul omonim distopic din 1963 al scriitoarei  Marlen Haushofer.
Personajul principal al romanului și al filmului este o femeie de 40 de ani, al cărei nume nu este specificat. Ea încearcă să supraviețuiască unui cataclism: în timpul vacanței într-o cabană de vânătoare din munții austrieci, a apărut un zid transparent care o izolează față de restul lumii; toată viața din afara zidului pare să fi murit, eventual într-un eveniment nuclear. Cu un câine, o vacă și o pisică ca singurele sale însoțitoare, ea se străduiește să supraviețuiască și să se împace cu situația. Confruntându-se cu teama și singurătatea, ea descrie prin ce trece fără să știe dacă cineva va citi sau nu vreodată scrierea sa.

## Vezi și
- Științifico-fantasticul în Austria